# Floris Jan Bovelander
Floris Jan Bovelander (ur. 19 stycznia 1966 w Haarlemie) – holenderski hokeista na trawie. Dwukrotny medalista olimpijski.
W reprezentacji Holandii debiutował w 1985. Brał udział w trzech igrzyskach (IO 88, IO 92, IO 96), dwa razy zdobywał medale: brąz w 1988 oraz złoto w 1996. Z kadrą brał udział m.in. w mistrzostwach świata w 1990 (tytuł mistrzowski) oraz w mistrzostwach Europy. Łącznie rozegrał 241 spotkań i zdobył 215 bramek (do 1996). Był specjalistą od wykonywania karnych rzutów rożnych. Przez całą karierę był zawodnikiem HC Bloemendaal.